# Governador general de Nova Zelanda
El governador general de Nova Zelanda (o Et Kawana Tianara o Aotearoa en maori) és el representant del Monarca de Nova Zelanda (actualment la reina Elisabet II del Regne Unit). De vegades se'l considera com el Cap d'estat de facto.
L'Acta de Constitució de 1986 defineix que el governador general és nomenat pel sobirà i és el seu representant a Nova Zelanda. No hi ha terminis específics, però per convenció, el governador general, sol servir en el càrrec durant cinc anys. El nom complet del títol és: el Governador General i Comandant en Cap en i sobre Nova Zelanda.
Les funcions del governador general és defineixen en la llei de 1983 per la qual es constitueix l'Oficina del Governador General, i inclou el nomenament de ministres i jutges, la dissolució del Parlament, les actuacions de les eleccions i els honors. Totes les funcions del governador general es duen a terme en el nom de la reina. Més enllà de les funcions constitucionals, el governador general té un important paper cerimonial: viatja per tota Nova Zelanda per donar conferències, assistir als serveis i commemoracions i quan viatja a l'estranger, el governador general és vist com el representant de Nova Zelanda, i de la reina de Nova Zelanda, i és tractat habitualment com un cap d'Estat.
El primer que va rebre el càrrec de governador general va ser el capità William Hobson el 1841. L'actual governadora general és Dame Cindy Kiro, que va jurar el seu càrrec el 18 d'octubre de 2021 i va substituir a Patsy Reddy.
El Departament del Primer Ministre i el Gabinet serveix de suport al governador general.

## Governadors generals de Nova Zelanda
1. Arthur Foljambe, II comte de Liverpool (1870-1941), del 28 de juny de 1917 al 8 de juliol de 1920.
2. John Jellicoe, I comte de Jellicoe (1859-1935), del 27 de setembre de 1920 al 12 de desembre de 1924.
3. Charles Fergusson, VII baronet (1865-1951), del 13 de desembre de 1924 al 8 de febrer de 1930.
4. Charles Bathurst, I baró Bledisloe (1867-1958), del 19 de març de 1930 al 15 de març de 1935.
5. George Monckton-Arundell, VIII vescomte Galway (1882-1943), del 12 d'abril de 1935 al 3 de febrer de 1941.
6. Cyril Newall, I baró Newall (1886-1963), del 22 de febrer de 1941 al 19 d'abril de 1946.
7. Bernard Freyberg, I baró Freyberg (1889-1963), del 17 de juny de 1946 al 15 d'agost de 1952.
8. Charles Norrie, I baró Norrie (1893-1977), del 2 de desembre de 1952 al 5 de juliol de 1957.
9. Charles Lyttelton, X vescomte Lebham (1909-1977), del 5 de setembre al 13 de setembre de 1962.
10. Bernard Fergusson, baró Ballantrae (1911-1980), del 9 de novembre de 1962 al 20 d'octubre de 1967.
11. Arthur Porritt, baró Porritt (1900-1994), de l'1 de desembre de 1967 al 7 de setembre de 1972.
12. Denis Blundell (1907-1984), del 27 de setembre de 1972 al 5 d'octubre de 1977.
13. Keith Holyoake (1904-1983), del 26 d'octubre de 1977 al 25 d'octubre de 1980.
14. David Beattie (1924-2001), del 6 de novembre de 1980 al 21 de novembre de 1985.
15. Paul Reeves (1933-2011), del 22 de novembre de 1985 al 19 de novembre de 1990.
16. Catherine Tizard (1931-2021), del 13 de desembre de 1990 al 3 de març de 1996.
17. Michael Hardie Boys (nascut el 1931), del 21 de març de 1996 al 21 de març de 2001.
18. Silvia Cartweight (nascuda el 1943), del 4 d'abril de 2001 al 4 d'agost de 2006.
19. Anand Satyanand (nascut el 1944), Del 23 d'agost de 2006 al 23 d'agost de 2011.
20. Jerry Mateparae (nascut el 1954), del 31 d'agost de 2011 al 31 d'agost de 2016.
21. Patsy Reddy (nascuda el 1954), del 28 de setembre de 2016 al 21 d'octubre de 2021.
22. Cindy Kiro (nascuda el 1958). Des del 21 d'octubre de 2021.